# Auftrag für die Weltraumgrenadiere
Auftrag für die Weltraumgrenadiere (Englischer Originaltitel Last Stand of a Space Grenadier) ist eine Science-Fiction-Kurzgeschichte von Donald A. Wollheim. Eine außerirdische Macht rekrutiert unbemerkt mittels einer populären Science-Fiction-Fernsehserie deren jugendliche Zuschauer für einen Weltraumkrieg, in dem ihre Bewusstseinsinhalte  als Kamikaze-Astronauten eingesetzt werden. Die Geschichte wurde unter Wollheims Pseudonym David Grinnell erstmals 1954 im Magazin Science Fiction Quarterly (1940–1943, 1951–1958) veröffentlicht. Die deutsche Erstveröffentlichung erfolgte 1972.

## Inhalt
Der namenlose Erzähler ist Reporter der Tageszeitung Daily Argus und Vater des 14-jährigen Ed. Ed ist ein begeisterter Science-Fiction-Fan und sieht täglich die Fernsehserie Weltraumgrenadiere, die von einem Frühstücksflockenhersteller durch Werbeeinnahmen finanziert wird. Ed liest außerdem ein beliebtes Science fiction-Magazin und ist Mitglied von SF-Fanklubs wie der Legion Phantasie, den Weltraumgrenadieren, der Kosmischen Garde und der Nationalen Weltraum-Gemeinschaft. Seine Freunde Joe und Frank sind ebenfalls Mitglieder der Legion Phantasie, wurden aber kürzlich von der Klubführung ausgeschlossen, weil sie angeblich eine konkurrierende Organisation unterstützten.
Als Eds Vater erfährt, dass Frank unter Gedächtnisverlust in ein Krankenhaus eingeliefert wurde, ist seine journalistische Neugierde geweckt. Er „interviewt“ Franks Freund Joe, der ihm erklärt, dass er Kommandeur der Weltraumgrenadiere werden möchte. Frank und er sind bereits Grenadiere, während Neulinge als Fähnriche in den Klub eintreten.
Um mehr über die „Weltraumgrenadiere“ zu erfahren, sieht sich Eds Vater mit Ed eine Episode der Fernsehserie an. Es ist eine spannende Abenteuergeschichte um einen gut aussehenden jungen Mann, der als Kommandeur in einem Krieg gegen Mars- und Jupiterbewohner kämpft, die die Erde bedrohen. Daraufhin recherchiert er erneut im Krankenhaus und erfährt, dass in den letzten vier Monaten sechs Jungen im Alter von 13 bis 17 Jahren mit Nervenzusammenbrüchen eingeliefert wurden. Zwei der Jungen starben, einer wurde in die Psychiatrie eingewiesen. Fünf der Erkrankten waren Mitglieder der Weltraumgrenadiere.
Er sucht erneut Joe auf, der nun zugibt, für die Legion Phantasie phantasiebegabte Jungen zu suchen. Joe hat nur Freunde, die ebenfalls SF-Fans sind. Sie alle nehmen die Fernsehserie sehr ernst und akzeptieren sie als „Beinahe-Wirklichkeit“. Vor einem Vierteljahr begann Joe, von der Serie zu träumen, wobei sich der Traum immer wiederholt. Im Traum sind Frank und er Weltraumgrenadiere, die in der Art japanischer Kamikazeflieger mit Atomraketen feindliche Raumschiffe rammen müssen. Joe hat aber Angst, selbst einen Angriff zu fliegen.
In einem Gespräch mit Frank hat Joe erfahren, dass dieser denselben Traum und ebenfalls Angst vor dem Einsatz hat. Sie beschlossen, Ersatz zu rekrutieren, um nicht selbst in den Kampf geschickt zu werden. Durch die SF-Magazine und den dort abgedruckten Briefwechsel von anderen SF-Fans haben sie erfahren, dass auch in anderen Städten Jungen die gleichen Träume haben.
Joe und Frank erklären sich die Träume damit, dass im Weltraum, wenn auch nicht in unserem Sonnensystem, ein Krieg tobt. Dafür benötigen die Kriegführenden Parteien Rekrutengehirne von „rückständigen“ Welten wie der Erde als Kanonenfutter. Diese Parteien benutzten die Fernsehserie bzw. den Fanklub zur Rekrutierung von Kamikazepiloten. Zwar reagieren gut 99 % der Zuschauer nicht auf die Serie, jedoch besonders phantasiebegabte Jugendliche. Entgegen ihrer Hoffnungen bekam Frank doch seinen Einsatzbefehl und brach psychisch zusammen.
Resigniert erkennt Eds Vater, dass es keinen Sinn hat, gegen die Fernsehgesellschaft vorzugehen oder den Vorgang öffentlich zu machen. Er bietet den Fernseher zum Verkauf an, jedoch nur an Interessenten, die keine Kinder haben. Ed darf nun Science fiction nur noch lesen.

## Veröffentlichungen
Die Kurzgeschichte wurde erstmals 1954 in dem britischen Magazin Science Fiction Quaterly, Vol. 2, No. 6, S. 57–62, publiziert.

## Zeitgenössischer Hintergrund der Handlung
In Wollheims (fiktiver) Fernsehserie Weltraumgrenadiere sind unschwer zeitgenössische Produktionen wie Captain Video and His Video Rangers, Space Patrol und Tom Corbett, Space Cadet zu erkennen. Insbesondere Space Patrol bzw. Ralston Purina als Sponsor der Serie pflegte ein intensives Fanklubwesen, um die kindlichen bzw. jugendlichen Zuschauer an die Serie zu binden und durch ausgedehntes Merchandising weitere Einnahmen zu generieren.